# Lost Pearls
Lost Pearls je výběrové album od rockové skupiny Wishbone Ash, sestavené z nahrávek z let 1978 až 1982, vydané v roce 2004.

## Seznam stop
1. „Is Justice Done?“
2. „Bells Chime“
3. „Hard On You“
4. „Out On a Limb“
5. „Where Have You Been?“
6. „Halfway House“ (Martin, vocal)
7. „Halfway House“ (Claire, vocal)
8. „Football and Boxing“
9. „John Sherry Jam“
10. „Too Much Monkey Business“ (Live) (Demo Version)
11. „Night Hawker“
12. „Sheriff of Sherwood“ (Demo Version)

## Obsazení
- Martin Turner – baskytara, zpěv
- Steve Upton – bicí
- Andy Powell – kytara, zpěv
- Laurie Wisefield – kytara, zpěv
- Claire Hamill – zpěv (stopa 7)
- Trevor Bolder – baskytara (stopa 11)